# تنگ سیاب
تنگ سیاب دهستانی است که شامل چندین روستا می‌باشد و در بخش کوهنانی شهرستان کوهدشت و به صورت تقریبی دارای جمعیتی ده هزار نفره می‌باشد.

## انار تنگ سیاب
مجموع باغ‌های انار این منطقه هزار و ۶۰۰ هکتار است و به‌عنوان بزرگ‌ترین انارستان متمرکز کشور شناخته می‌شود. این منطقه در ۵۰ کیلومتری شهر کوهدشت واقع شده‌است.